# ライアン・ピネダ
ライアン・P・ピネダ（Ryan P. Pineda、1989年4月17日 - ）は、アメリカ合衆国ネバダ州ラスベガス出身の元プロ野球選手（二塁手）。

## 経歴

### プロ入りとアスレチックス傘下時代
2010年のMLBドラフトでカリフォルニア州立大学ノースリッジ校から28巡目（全体845位）でオークランド・アスレチックスに入団。この年は、傘下ルーキーリーグのアリゾナリーグ・アスレチックスと傘下ショートシーズンAのバンクーバー・カナディアンズで計30試合に出場した。
2011年は、傘下Aのバーリントン・ビーズで84試合に出場した。
2012年は、傘下Aのバーリントン・ビーズと傘下アドバンスAのストックトン・ポーツで計94試合に出場した。また9月には、第3回WBCのフィリピン代表に選出されたが、予選敗退に終わった。

### 独立リーグ時代
2013年は、アメリカン・アソシエーションのファーゴ・ムーアヘッド・レッドホークスとグランドプレーリー・エアーホッグスで計95試合に出場した。
2014年は、同リーグのウィニペグ・ゴールドアイズへ移籍し、この年は76試合に出場した。
2015年はカナディアン・アメリカン・リーグのサセックスカウンティー・マイナーズと契約したが、7月にアメリカン・アソシエーションのファーゴ・ムーアヘッド・レッドホークスに移籍した。
2017年限りでファーゴ・ムーアヘッド・レッドホークスを退団した。